# Szun Jang
Kínai név: vezetéknév: Szun; utónév: Jang
Szun Jang (Sun Yang) (kínai nyelven: 孙杨; Hangcsou (Hangzhou), Kína, 1991. december 1. –) olimpiai és világbajnok kínai úszó.

## Élete

### Sporttevékenysége
16 esztendős amikor Pekingben, a XXIX. nyári olimpiai játékokon – 14:48.39-os idővel – a 8. helyen végzett a férfi gyors 1 500 méteres számában. A 2009-es római úszó-vb-n bronzérmet szerzett a férfiak 1 500 méteres gyorsúszó számában, majd két évvel később, a 2011-es sanghaji vizes világbajnokságon – 14:34.14-es világcsúccsal – megszerezte az első helyet. Ugyanitt, a férfiak 400 méter gyorsúszó számában – 3:43.24-es idővel – a második helyen zárt.
A 2012-es londoni olimpián 14:31,02 perces hihetetlen világcsúccsal nyeri a férfi 1500 méteres gyorsúszást, korábbi világcsúcsán (14:34.14 – Sanghaj, 2011. július 31.) több mint három másodpercet javítva. A rajtnál véletlenül túl korán a vízbe ugró, de a kizárást az új rajttal megúszó Szun a táv nagy részén a 2011-es sanghaji vb-n felállított saját világcsúcsának részidején belül úszott, volt, hogy két testhosszal is a rekordidőt jelző digitális sárga vonal előtt haladt, és ezt a különbséget a célig meg is tartotta.
2020 februárjában a nemzetközi Sportdöntőbíróság (CAS) doppingvétség miatt nyolc évre eltiltotta. Decemberben svájci szövetségi bíróság új eljárásra kötelezte a CAS-t, mivel annak egyik tagjánál elfogultságot állapítottak meg. Az új döntés 4 év három hónapos, 2024. május 28-ig tartó eltiltás lett. Szun Jang ezt az ítéletet a svájci legfelsőbb bíróságon megtámadta, de a döntéshozók helybenhagyták azt.

## Legjobb időeredményei
| Táv          | Idő      | Helyszín | Dátum               | Megjegyzés    |
| ------------ | -------- | -------- | ------------------- | ------------- |
| 200 m gyors  | 1:44.47  | Senjang  | 2013. szeptember 7. | AS, NR        |
| 400 m gyors  | 3:40.14  | London   | 2012. július 28.    | OR, AS, NR    |
| 800 m gyors  | 7:38.57  | Sanghaj  | 2011. július 27.    |               |
| 1500 m gyors | 14:31.02 | London   | 2012. augusztus 4.  | WR OR, AS, NR |